# روبرتو كولب نيوهاوس
روبرتو كولب نيوهاوس (بالإسبانية: Roberto Kolb Neuhaus)‏ هو عالم موسيقي مكسيكي، ولد في 1951.